# Chongrungsa
O templo budista de Chongrungsa (Chosŏn'gŭl: 정릉사; hancha: 定陵寺; rr: Chongrungsa) é uma estrutura histórica localizada em Ryongsan-ri, Ryŏkp'o-guyŏk, Pionguiangue, na Coreia do Norte. Data do século V e tem sido escavado e investigado de forma abrangente. É considerado um exemplo importante no estudo da construção dos templos de Goguryeo, tendo sido classificado como Tesouro Nacional da Coreia do Norte, juntamente com o seu pagode.

## História
Um pagode octogonal de sete andares foi construído no pátio central do templo. Os três salões dourados estão localizados ao redor do pagode, este arranjo com três corredores em torno de um pagode, tornou-se um padrão em Pionguiangue, como a capital de Goguryeo. Originalmente havia um pagode de madeira no solo, que mais tarde foi substituído por um pagode de pedra feito à imagem do de madeira. O sítio foi escavado entre 1974 e 1975 pela Universidade Completa Kim Il-sung.
O templo foi reconstruído para celebrar o segundo milésimo trecentésimo aniversário do rei Tongmyong, tendo sido destacado numa série de edições de selos postais pela Coreia do Norte em janeiro de 1994.

## Descrição
O mosteiro é uma grande estrutura, que mede 223 metros de leste a oeste e 132,8 metros de norte a sul. Com base nas escavações feitas em 2002, o mosteiro consistia em vários complexos separados por um pórtico. Foram encontrados aproximadamente vinte edifícios nos complexos, que serviam de propósitos diferentes e foram construídos em épocas diferentes.
Uma fundação de pedra octogonal está situada no centro do complexo, com os lados medindo 8,4 metros, e é considerada a fundação do pagode. É cercada por três salões dourados, cada um é definido por uma fundação que mede entre 14 a 20 metros. Há um portão localizado ao longo do pórtico sul, com três vãos de largura e dois de profundidade, embutidos na estrutura. Na parte traseira do complexo, as ruínas de uma grande estrutura retangular com mais de 40 metros de comprimento e embutida no pórtico norte, abrigam uma sala de aula.
Em ambos os lados do corredor do meio havia dois edifícios quadrados, que pensava-se ser o salão de Sutra e um campanário. Nenhuma das estruturas é mencionada nos documentos do período, ambas são consideradas uma adição posterior ao complexo.